# Saronikos
Saronikos (tiếng Hy Lạp: ?) là một khu tự quản ở vùng Attiki, Hy Lạp. Khu tự quản Saronikos có diện tích 139 km², dân số theo điều tra ngày 18 tháng 3 năm 2001 là 22866 người.